# حادث تحطم طائرة بريستول بريتانيا لشركة غلوب إير في نيقوسيا عام 1967
حادث تحطم طائرة بريستول بريتانيا التابعة لشركة غلوب إير في نيقوسيا 1967 هو واحد من أسوأ حوادث الطيران في تاريخ قبرص. وقع الحادث في 20 أبريل 1967، عندما اصطدمت الطائرة بالأرض بالقرب من مطار نيقوسيا، مما أدى إلى وفاة 126 من أصل 130 شخصًا كانوا على متنها، بين ركاب وطاقم. يُعتبر هذا الحادث الأكثر دموية في قبرص حتى الآن.

## الحادث
كانت طائرة بريطانيا تقوم برحلة خاصة تقل سياحًا من بانكوك في تايلاند إلى بازل في سويسرا، مع توقفات في كولومبو، وبومباي، والقاهرة. توقفت الرحلة في كولومبو بسريلانكا بعدها في بومباي بالهند، وكان من المقرر أن تكون المحطة التالية القاهرة. قام الطاقم بتحويل مسار الرحلة إلى نيقوسيا بسبب سوء الأحوال الجوية في القاهرة. كانت الطائرة تحاول الهبوط للمرة الثالثة على المدرج 32 أثناء عاصفة رعدية عنيفة عندما اصطدمت بتل بالقرب من قرية لاكاتاميا واشتعلت فيها النيران.[بحاجة لمصدر]
في وقت الحادث، تجاوز كلا الطيارين وقت عملهما المصرح به بثلاث ساعات. وكان ضابط الطيران الأول في الرحلة يمتلك أقل من 50 ساعة طيران على طائرات بريطانيا.
نجا من الحادث راكبان ألمانيان (كريستا بلوميل وبيتر فيمفرت) وراكبان سويسريان (فيرينا جيسين ونيكولاس بولفر). تعرض ثلاثة منهم لإصابات خطيرة وتم علاجهم في مستشفى ميداني تابع للأمم المتحدة قرب نيقوسيا، بينما أفيد أن نيكولاس بولفر الرابع لم يصب بأذى.

## التأثير
تحطمت الطائرة مما أدى إلى إفلاس شركة “جلوب إير” وبيع لوحات فنية أفضى إلى استفتاء شراء لوحات بيكاسو في بازل عام 1967.